# 圣母升天
圣母蒙召升天（又称圣母升天、圣母被提升天），根據天主教會信理，是一个有关圣母玛利亚的神学观点，这个神学观点相信耶穌基督的母亲聖母瑪利亞，在结束今世生活之后，灵魂和肉身一同被上升到天堂。天主教會、東正教會、东方正统教会和部分圣公会团体承认这个神学观点，天主教會将其作为正式教义的一部分。绝大多数的新教教派，则强烈反对这个神学观点。
天主教會在教理中敘述道，“無染原罪天主之母，卒世童貞聖母瑪利亞，在完成了今世生命之後，肉身和靈魂一同被提升至天上的榮福。”這條信理由教宗庇護十二世在1950年11月1日，應世界基督徒信眾的要求，在其通諭《無限大量之天主》中正式確定為教義，並欽定8月15日為聖母蒙召升天節。東正教會也有類似的信理，聖母安息日（Dormition of the Theotokos），在儒略曆中於8月15日慶祝，不同的是，東正教會相信聖母瑪利亞如常人般經歷了死亡，之後靈魂立即升天，而肉身於三日後復活升天。
在通諭《广赐恩宠的天主》中(item 39)，教宗庇護十二世引用了《創世記》(3:15 “我要把仇恨放在你（指魔鬼）和女人，你的後裔和她的後裔之間，她的後裔要踏碎你的頭顱，你要傷害他的腳跟”)，作為聖母戰勝罪惡和死亡的證據，同時在《格林多前書》(15:54 “那時就要應驗經上所記載的這句話：‘在勝利中，死亡被吞滅了。’”)
在接受這條信理的教會中，聖母蒙召升天節是非常重要的節日。，普世於8月15日慶祝。在許多國家中，這一節日被作為当守瞻礼。

## 相關傳統
在某些版本的聖母升天敘事中，聖母升天發生在以弗所的聖母瑪利亞之家。這是一個更為近期且更具地方特色的傳說。最早的傳說認為，瑪利亞的生命在耶路撒冷終結（參見聖母瑪利亞之墓）。
根據《聖母瑪利亞逝世記》（據說是亞利馬太的約瑟所作）記載，該書是《聖母安息記》的後期版本，可能創作於7世紀初之後。書中提到，一位常被認為是多馬的使徒，在瑪利亞去世時並不在場，但他的遲到促使人們重新打開了瑪利亞的墳墓，發現墳墓裡除了她的裹屍布外空無一物。隨後，瑪利亞從天上將腰帶丟給使徒，作為此事的見證。這事件在許多後來的聖母升天畫中都有描繪。
聖母升天教義在基督教世界廣為流傳，早在5世紀就已開始慶祝，並於600年左右由莫里斯在東羅馬帝國確立。大馬士革的聖約翰（675-749年）在一篇講道中引用了《優西米亞克史》第三卷，記載了以下內容：
耶路撒冷主教聖朱維納勒在迦克墩公會議（451年）上向希望擁有聖母遺體的（東羅馬）皇帝馬爾西安和皇后普爾喀麗亞透露，瑪利亞在所有使徒面前去世，但應聖多馬的要求打開她的墳墓時，發現是空的；使徒們由此得出結論，瑪利亞的遺體已被升天。
在德語國家和一些斯拉夫國家（如波蘭），祝福（芳香）草藥的習俗與聖母升天節有關。這個古老習俗“與聖母瑪利亞聯繫在一起，部分源於聖經中對她的描繪，例如葡萄樹、薰衣草、柏樹和百合花，部分源於人們將她視為一朵芬芳的花朵，因為她擁有美德”，以及以賽亞書中提到的從耶西肋旁長出的嫩枝，這嫩枝結出了耶穌基督的果實。這項習俗也與Frauendreißiger（意為「聖母三十天」）的傳統有關，這段時間持續到9月8日聖母誕辰節。這個鄉村傳統源自於這樣一個事實：在一年中的這個時候，草藥中精油含量特別高，對健康特別有益。

## 历史

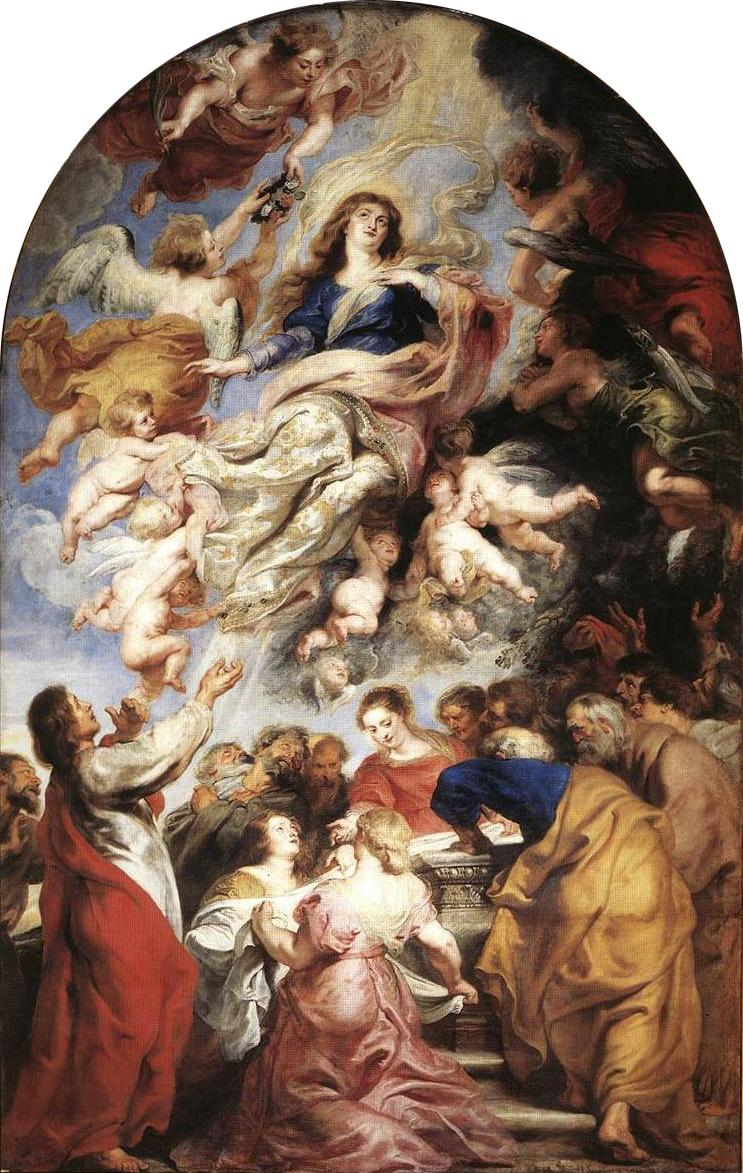
《圣母升天》（De hemelvaart van Maria），由鲁本斯所繪（約於1626年）

虽然“圣母蒙召升天”在1950年才被天主教会宣布为信条，但是这个神学思想却由来甚久。
萨拉米斯的伊皮凡尼乌斯是最早涉及这个问题的教父之一。他认定《若望默示錄》（《启示录》第12章）所说的妇人是圣母玛利亚，这项认定为后世的“圣母升天”奠定了一个理论基础。但是，伊皮凡尼乌斯本人并没有明确地声称“圣母升天”。

## 聖母升天與聖母安息
主耶穌基督被釘十字架後，聖母就住在耶路撒冷的使徒神學家若望家裏。提前三天，天使長加俾厄爾就通知了她的安息之日。根據她的願望，主的力量使除了多默（Thomas）以外的所有使徒聚集到了耶路撒冷。在安息的那一刻，一種非比尋常的光芒照亮了整個房間；主耶穌基督親自顯現並接受了她至潔的靈魂，而她的身軀則被使徒們埋葬在了革責瑪尼園（Gathsemane）的墓穴裏，那裏安息著她的父母和義人若瑟。三天后使徒多默趕到並想敬拜聖母的遺體。但打開墓穴後，並未發現聖母的遺體。使徒們都迷惑不解。突然聖母親自顯現並說：「你們歡喜快樂吧！我將永遠在主面前為你們祈禱。」

## 聖公會觀點
於廣派與低派教會中，因新教觀點較強，主張不合聖經教導，故並不同意。於高派教會中，因天主教會傳統色彩較更滲入教義中，故亦有同意此觀點，定8月15日為蒙福聖母馬利亞榮光日。

## 新教觀點
絕大多數基督新教秉持「惟獨聖經」，認為聖經為最高判定權威原則，而教會傳統或教宗通諭則無權威性。大部分新教派別都主張無論新教認定的新舊約正典或次經皆無明言馬利亞升天，因此天主教會先公布了聖經亦未明言的「聖母始胎無原罪」為信理，才直至20世紀半葉宣告聖母升天為當信的道理。

## 争议
「圣母蒙召升天」的争议，主要源于《圣经》对此没有明确记载。支持「圣母蒙召升天」的教派主要依据圣传，而非圣经去接受这个神学观点，虽然天主教會同时宣称圣经是这个神学观点的终极依据。

## 擴展閱讀
- Duggan, Paul E. (1989). The Assumption Dogma: Some Reactions and Ecumenical Implications in the Thought of English-speaking Theologians. Emerson Press, Cleveland, Ohio
- Shoemaker, Stephen J. (2002, 2006). Ancient Traditions of the Virgin Mary's Dormition and Assumption. Oxford University Press, Oxford. ISBN 0-19-925075-8 (Hardcover 2004, Reprint), ISBN 0-19-921074-8 (Paperback 2006)

## 外部連結
- "Munificentissimus Deus - Defining the Dogma of the Assumption" （页面存档备份，存于） Vatican, November 1, 1950
- Early Traditions of the Virgin Mary's Dormition and Assumption （页面存档备份，存于） a collection of early Dormition and Assumption narratives with introductions